# 3-я полицейская часть
3-я полицейская часть (тат. 3 нче пүлисә часы) — один из районов дореволюционной Казани.
На западе по улицам Рыбнорядской и Пушкинской граничила с 1-й полицейской частью, на юге (по Собачьему переулку, улицам Поперечно-Горшечная, Ново-Горшечная, Односторонка Ново-Горшечной, 1-я Солдатская, Госпитальная, и Муратовская) — с 4-й полицейской частью. К северу от части находилась река Казанка, к востоку — Клыковская стройка.

## Инфраструктура
В 1900 году на территории части находились 14 православных церквей, 515 жилых домов (203 каменных и 312 деревянных), 11 нежилых зданий (5 каменных и 6 деревянных). Из предприятий имелись: паровая мукомольная мельница, кожевенно-лакировочный завод, и.т.д.

## Население
| 1863 | 1900    | 1917    | 1920    | 1923    |
| ---- | ------- | ------- | ------- | ------- |
| 7501 | ↗11 625 | ↗18 577 | ↘14 551 | ↗21 103 |

### Религиозный и национальный состав
Религиозный состав (1900): православные — 11 311 чел. (95,8%), мусульмане — 368 чел. (3,2%), евреи —  84 чел. (0,7%), раскольники — 42 чел. (0,4%).
Национальный состав (1920): русские — 11 933 чел. (82,0%), татары — 458 чел. (3,1%).